# Stefanie Mirwald
Stefanie Mirwald (* 1988 in Neumarkt in der Oberpfalz) ist eine deutsche klassische Akkordeonistin.

## Werdegang
Im Jahr 2014 bestand Stefanie Mirwald das pädagogische Diplom an der Hochschule für Musik Würzburg, 2016 dann den Master of Performance an der Hochschule für Musik Würzburg und den Master of Arts in Spezialisierter Musikalischer Performance für zeitgenössische Musik an der Musikakademie in Basel.
2019 schloss sie ihr Studium mit der Meisterklasse an der Hochschule für Musik Würzburg ab. Sie spielte unter anderem mit dem Philharmonischen Orchester Würzburg, den Hofer Symphonikern, der Deutschen Radio Philharmonie Saarbrücken Kaiserslautern, dem Ensemble Modern, dem Nouvel Ensemble Contemporain (NEC), dem Kammerorchester Bülach, der Grup Mixtour, dem Ensemble Windkraft Tirol und an der Alten Oper in Frankfurt sowie am Staatstheater Darmstadt. Zudem ist Stefanie Mirwald Teil diverser Musikprojekte, so etwa von Collective Mycelium, Trio Triplet und Duo SaitenZungenspiel.
Stefanie Mirwald lebt in Basel und ist Dozentin an der Musikschule Laufental-Thierstein, der Musikschule Freienbach und der Glarner Musikschule. Im Lauf ihrer Karriere erhielt sie zahlreiche Preise und Auszeichnungen (siehe unten).

## Auszeichnungen (nicht vollständig)
- Sonderpreis der Stadt Erlangen mit Duo SaitenZungenspiel (2008)[4]
- 1. Preis beim Deutschen Akkordeon-Musikpreis mit Duo SaitenZungenspiel (2012)[5]
- Kulturpreis Bayern (2014)[6]
- 1. Preis beim Kiefer Hablitzel Wettbewerb (2016)[7]
- Preisträgerin der Orpheus Chamber Music Competition mit Trio Triplet (2017)[8]